# Estadio Chan Chan
El Estadio Chan Chan es un escenario de fútbol y atletismo ubicado en la ciudad de Trujillo, capital de la Región La Libertad (Perú). Este estadio es parte del Complejo Deportivo Mochica Chimú uno de los escenarios de competencia donde se desarrollaron los XVII Juegos Bolivarianos Trujillo 2013.